# Slobidka-Kadîiivska, Iarmolînți
Slobidka-Kadîiivska (în ucraineană Слобідка-Кадиївська) este un sat în comuna Kadîiivka din raionul Iarmolînți, regiunea Hmelnîțkîi, Ucraina.

## Demografie
Componența lingvistică a localității Slobidka-Kadîiivska
     Ucraineană (98,92%)
     Rusă (1,08%)
Conform recensământului din 2001, majoritatea populației localității Slobidka-Kadîiivska era vorbitoare de ucraineană (98,92%), existând în minoritate și vorbitori de rusă (1,08%).